# Pimocha
Pimocha ist eine Ortschaft und eine Parroquia rural („ländliches Kirchspiel“) im Kanton Babahoyo der ecuadorianischen Provinz Los Ríos. Die Parroquia besitzt eine Fläche von 268,8 km². Die Einwohnerzahl lag im Jahr 2010 bei 21.026.

## Lage
Die Parroquia Pimocha liegt im Tiefland westlich der Anden. Der Río Puebloviejo fließt entlang der nordwestlichen Verwaltungsgrenze nach Süden, der Río Catarama entlang der nordöstlichen Verwaltungsgrenze ebenfalls nach Süden. Der Río Babahoyo durchquert den Süden des Gebietes in westlicher Richtung. Der Hauptort Pimocha befindet sich am Nordufer des Río Babahoyo 9 km westsüdwestlich der Provinzhauptstadt Babahoyo. Eine 6,5 km lange Nebenstraße verbindet den Ort mit der weiter nördlich verlaufenden Fernstraße E485 (Babahoyo–Daule).
Die Parroquia Pimocha grenzt im Nordosten an die Parroquia Caracol, im Südosten und im Süden an das Municipio von Babahoyo, im äußersten Südwesten an die Provinz Guayas mit der Parroquia La Victoria (Kanton Salitre), im Westen an die Parroquias Baba und Isla de Bejucal (beide im Kanton Baba) sowie im Norden an die Parroquias San Juan (Kanton Puebloviejo) und Catarama (Kanton Urdaneta).

## Geschichte
Die Parroquia wurde am 23. Juni 1824 im Kanton Baba der Provinz Guayas gegründet. Am 6. Oktober 1860 ging die Parroquia an den Kanton Babahoyo über.